# Histopathologie
L'histopathologie est la discipline botanique ou médicale destinée à faire un diagnostic par l'étude microscopique des tissus (vivants ou morts).

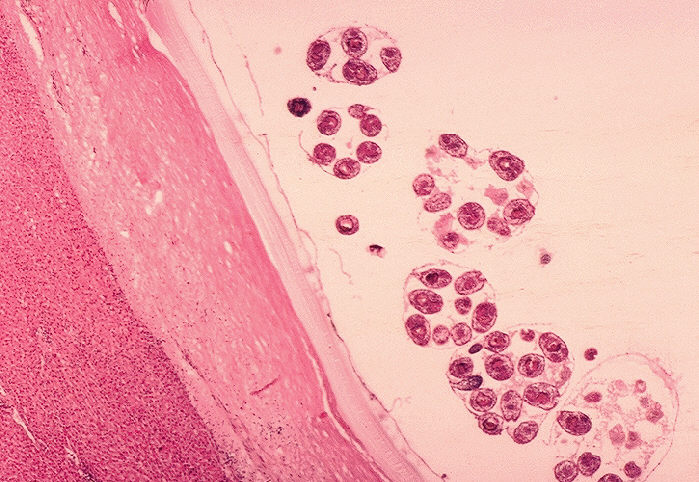
Exemple de préparation pour un diagnostic histopathologique (ici d'échinococcose du mouton (sous forme de cyste d'hydatide, c'est-à-dire de larve enkystée dans l'attente de conditions meilleures)

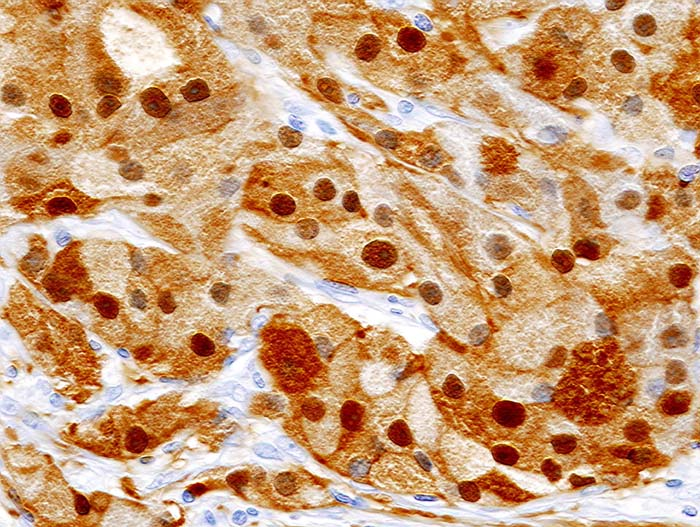
Échantillon histopathologique d'une tumeur de la peau, traité par Histochimie

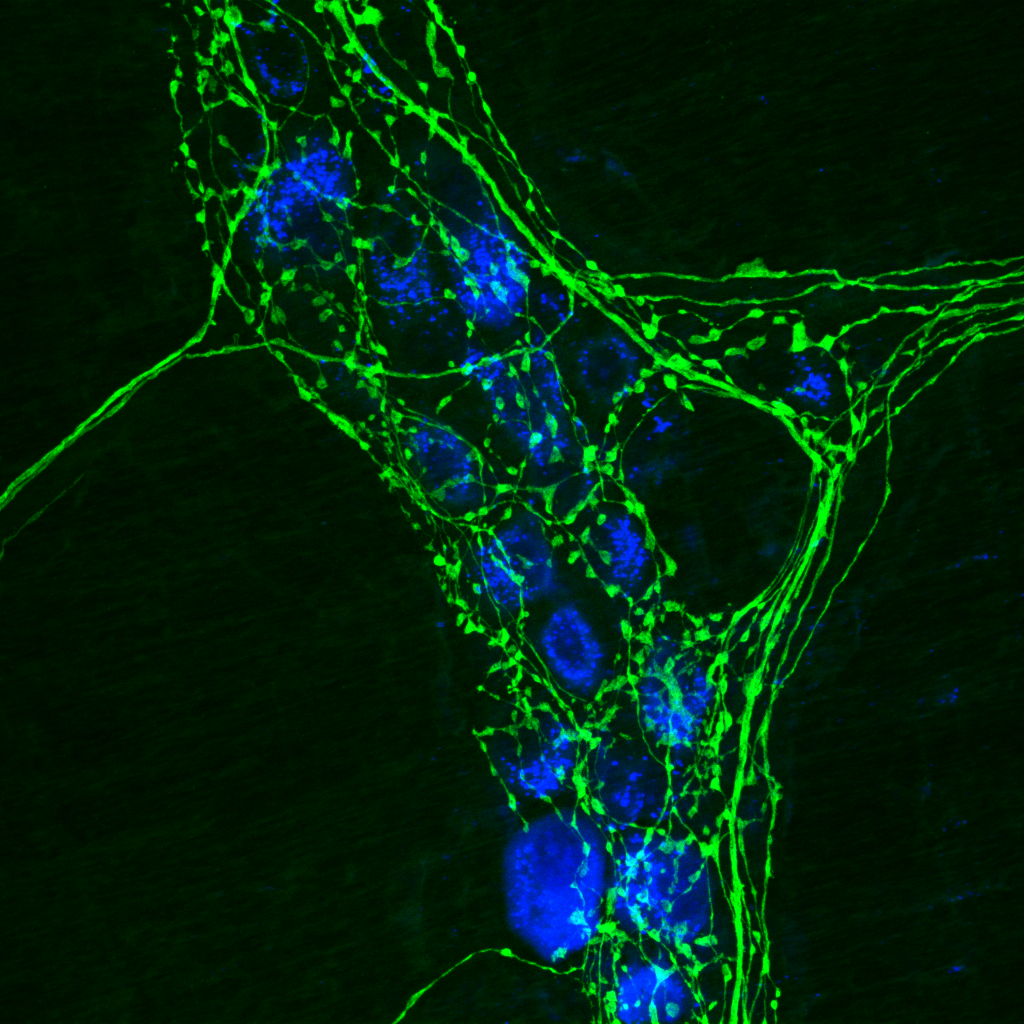
Exemple de vue permise par l'immunohistochimie; ganglion, dans le plexus myentérique d'une souris, coloré à la tyrosine hydroxylase (marquant en bleu les axones du système sympathique), vu au microscope confocal à balayage laser. La couleur bleue pourrait être due à l'accumulation de lipofuscine dans les cellules vieillissantes

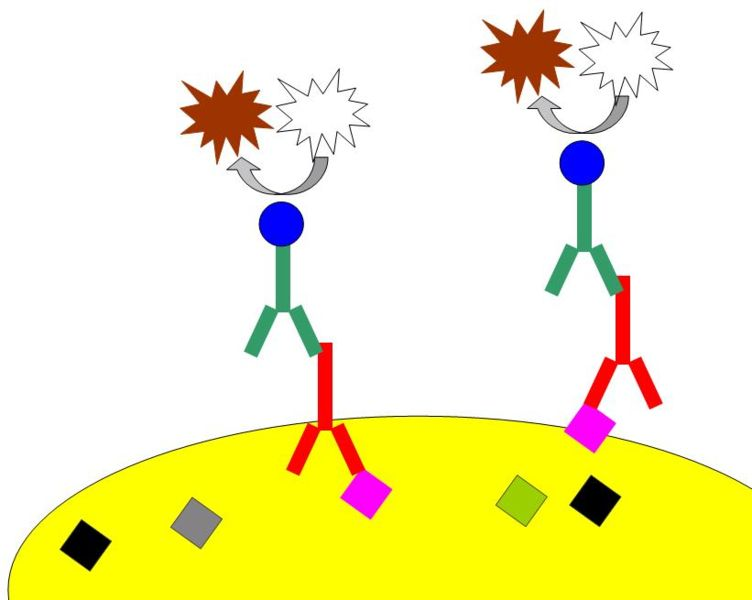
Principe de l'immunohistochimie

C'est encore l'outil le plus utilisé en anatomo-pathologie ; en routine pour le diagnostic clinique du cancer et d'autres maladies.

## Étymologie et définition
Le mot histopathologie vient du grec histos (tissus) et pathos (souffrance).

Il renvoie à l'observation à échelle microscopique des tissus vivants ou morts avec pour objectif d'identifier les mécanismes, traces ou indices histologiques de manifestations de maladies (virales ou non).

En médecine clinique, l'histopathologie se réfère plus particulièrement à l'examen de biopsies ou d'échantillons chirurgicaux.

## Prélèvements
L'examen histopathologique des tissus commence par un acte de prélèvement de tissu (chirurgie, biopsie ou autopsie).
Le tissu est retiré de l'organisme ou de la plante et généralement placé dans un fixatif biocide, qui stabilise le tissu afin de prévenir la décomposition. Le fixatif le plus commun est du formol (10 % de formaldéhyde dilué dans de l'eau). La personne qui prélève l'échantillon veille à ne pas le contaminer par des poussières, microbes ou substances indésirables.

## Préparation histologique
L'échantillon de tissu prélevé est préparé par les méthodes de l'histologie de manière à pouvoir être observé au microscope.

Il est immergé dans un conteneur conçu pour permettre à des réactifs de pénétrer le tissu.
Il est immergé dans des bains successifs de plus en plus concentrés en éthanol, ce qui conduit à complètement le déshydrater.
L'échantillon est ensuite plongé dans du toluène ou xylène (avec précaution car ce sont des produits toxiques). Puis, il est finalement plongé dans un conservateur (souvent de la paraffine fondue). Au cours de ces 12 à 16 heures le processus a permis à la paraffine de remplacer l'eau dans les tissus, ce qui fixe l'échantillon, mais le rend différent du tissu original. L'image finale devra donc être « interprétée » par un spécialiste.
Les tissus ainsi préparés sont ensuite retirés de la cassette de préparation et disposés dans un moule dans lequel on verse de la paraffine qui va se figer en un bloc en se refroidissant.
En découpant des tranches très fines (2 à 7 micromètres d'épaisseur) de ce bloc au moyen d'un microtome, on obtient des tranches de tissu biologique plus fines que l'épaisseur moyenne d'une cellule. Ces tranches sont positionnées sur une lame de verre et éventuellement soumises à coloration par un ou plusieurs pigments dont l'affinité avec certains composants cellulaires révèlera certaines structures ou anomalies. La coloration améliore aussi le contraste de l'image vue sous microscope.
Les colorants les plus couramment utilisés en histopathologie combinent deux pigments ;
- l'hématoxyline qui met en évidence le noyau de la cellule en bleu
- l'éosine, qui teinte le cytoplasme et le tissu conjonctif extracellulaire en nuances de rouges et roses, faisant apparaitre une  matrice rose.

Des centaines d'autres techniques ont été développées pour colorer de manière sélective certains éléments cellulaires ou de l'organisme (ex : safranine, Oil Red O, rouge congo, sels d'argent et divers colorants artificiels.
L'histochimie regroupe diverses techniques utilisant des réactions chimiques entre produits chimiques et composants biologiques des tissus. Par exemple, une technique histochimique commune est l'utilisation du bleu de Prusse (coloration de Perl) qui met par exemple en évidence les dépôts de fer dans un grain de riz, ou dans des maladies telles que l'hémochromatose.
Récemment, des anticorps ont été utilisés pour sélectivement teinter des protéines, lipides et glucides. Cette technique dite d'immunohistochimie a considérablement affiné le potentiel d'étude des cellules au microscope.
D'autres techniques avancées, notamment 'hybridation in situ', ou inspirées du génie génétique permettent d'identifier des molécules d'ADN ou d'ARN.
Les appareils photo numériques sont de plus en plus utilisés pour capturer des vues histopathologiques.

## Interprétation
Les préparations histologiques sont examinées au microscope par un médecin spécialisé (ou laborantin qualifié dans le domaine de la botanique ou de la fonge)
Ce diagnostic médical est formulé dans un rapport qui décrit le résultat et l'avis du médecin.
Dans le cas d'un cancer, ce diagnostic histopathologique aura une grande importance pour le choix du protocole de traitement (radiologie, chimiothérapie, exérèse, etc).